# پارک ملی دریای وادن

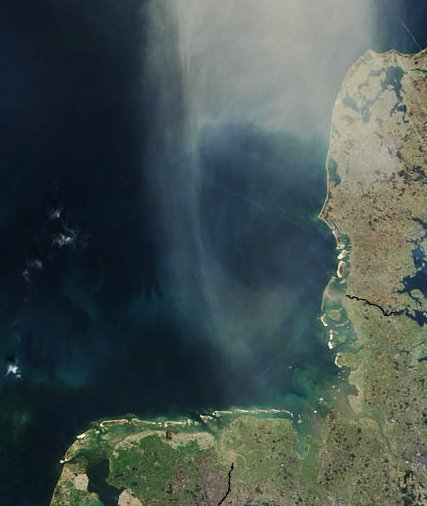
نمای ماهواره‌ای

پارک ملی دریای وادن (به انگلیسی: Wadden Sea National Parks) در دانمارک، آلمان و هلند در امتداد آلمان در دریای شمال واقع شده‌اند.  هدف ایجاد این پارک ملی حفاظت از دریای دریای وادن است.